# 三国演义
《三国演义》，全名为《三國志通俗演义》，又稱作《三國志演義》、《三國志傳》、《三國傳》、《三國全傳》、《三國英雄志傳》，是中国文學史上第一部长篇歷史演義章回小说:156。作者一般被認為是元末明初的罗贯中。是根據《三国志》、《三国志平話》改寫之小說。中國古典小说四大名著之一、四大奇書之一。

## 起源與版本

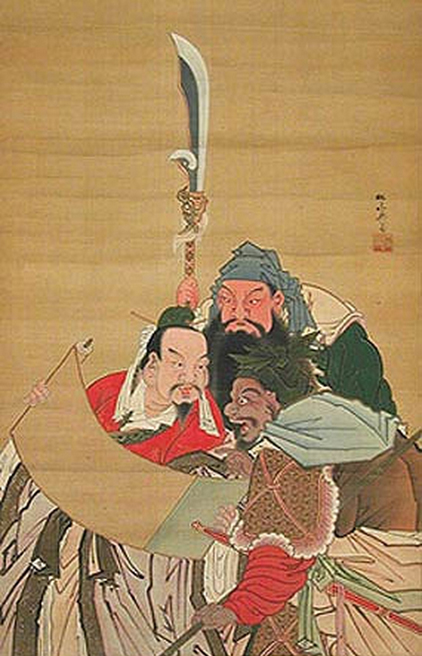
正在閱讀文章的刘备、关羽、张飞三人（日本绘）

三國故事在中國民間流行久遠。隋朝《大業拾遺記》記載隋煬帝觀看曹操譙溪擊蛟的雜戲。唐初劉知幾《史通》有「死諸葛能走生仲達」的故事。譬如宋元時代盛行於都市游樂場之說話，題材多樣，作品眾多，其中最受歡迎就是取材於三國時代歷史之「說三分」:8。宋元時代即被搬上舞台，孟元老的《東京夢華錄》記載霍四究「說三分」之事。金、元演出的三國劇目達30多種。元英宗至治年間出現新安虞氏所刊的《全相三國志平话》。元末明初，羅貫中綜合民間傳說和戲曲、話本，結合《三國志》等史書，根據他對社會人生的體悟，創作了《三國演義》。对《三国演义》成书有直接影响的史书，主要是《三國志》（包括裴松之注）、《後漢書》、《資治通鑑》和《資治通鑑綱目》。
《三國演義》主要版本有：

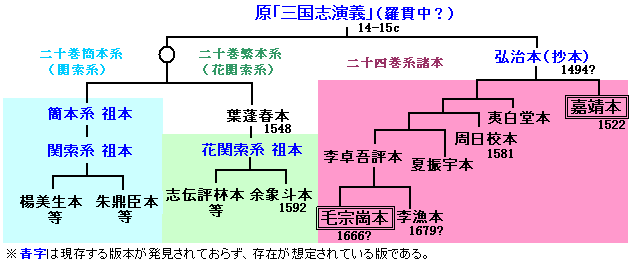
日本學者中川諭所整理的版本譜系

1. 明代嘉靖元年（1522年）序刊本《三國志通俗演義》（即學界所稱嘉靖本，簡稱「張尚德本」）[4]:18
2. 明代志傳本《新刻按鑑全像批評三國志傳》
3. 明代李卓吾評本《李卓吾先生批評三國志》
4. 清代李笠翁評本《李笠翁批閱三國志》
5. 清代毛宗崗評改本《四大奇書第一種》

現存最早刊本是明朝嘉靖年刊刻的，俗稱「嘉靖本」，全書24卷。亦有弘治刻本的《三國志通俗演義》，文字素樸，内容較平易。此外還有嘉靖二十七年（1548年）叶逢春刊本，仅存一部孤本，藏西班牙爱思哥利亚修道院图书馆。還有万历金陵周曰校刊本。至清朝康熙年間，毛纶、毛宗岗父子辨正史事、增删文字，修改成今日通行的120回本《三國演義》，俗称“毛本”。
近代較著名的校注本有吳小林《三國演義校注》、沈伯俊《校理本三國演義》，其中沈伯俊《校理本三國演義》校正了原本中的大量「技術性錯誤」多達七八百處，得到中國學術界同行高度評價，被歷史学者陈辽評論為「迄今為止最好的《三國演義》版本」，被稱為「沈本」，但也被批評有缺失。
小說《三國演義》，本來應該稱為《三國志演義》，因為它是正史《三國志》之演義，說成《三國演義》是不成其義:13。
在大致符合歷史真實前提下合理虛構細節，是古往今來世界各國創作歷史小說之共同方法，如《三國演義》般取材於歷史上之有名時代，並且由眾多人在相當長時間裡共同創作小說表現得尤為突出，也尤為自然，因此史實與虛構之關係決不能簡單以「七分實事，三分虛構」一句話來概括和說明:14-15。

## 作者
普遍認為《三国演义》的作者為罗贯中。也有一些说法认为《三国演义》是羅貫中和他的老師施耐庵合著，但未有明確考證。

## 特色

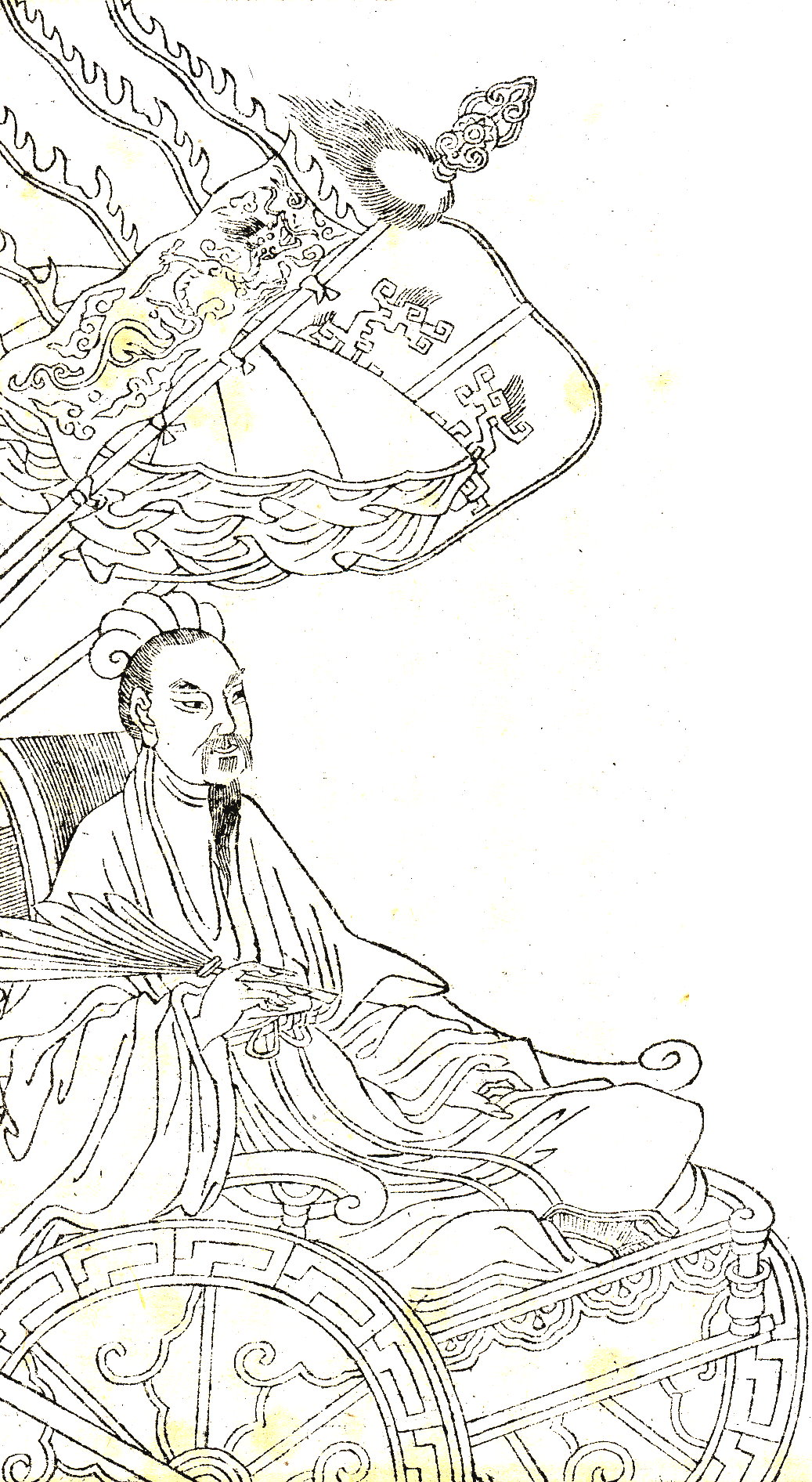
坐在四輪車上的諸葛亮

《三國演義》是將史書《三國志》內容及思想（義），以通俗易懂方式解說（演）而成之作品，內容大致根據《三國志》及三國志注；然而，既然是小說，也有不少虛構情節:21。《三國演義》描写的是从东汉末年到西晋初年近百年間的历史，反映了三国时代的政治军事斗争以及各类社会矛盾的渗透与转化。在对三国態度上，尊刘反曹鄙吳是民间的主要倾向，以刘备集团作为描写的中心，隐含着人民对汉室复兴的希望和皇室正統思想，儘管這些舊有觀點已不容於今日。14世紀的羅貫中在敍述《三國演義》故事時，並未特別考證時代，而是憑個人時代感去描寫；結果，《三國演義》初期版本中，竟然出現紙本印刷書籍，儘管印刷術是在更久之後才發明:22。
清人毛氏父子批改三国演义时，把明代流传下来的版本中不實譏望、怪力亂神之處删除勘正。鲁迅在《中国小说的历史的变迁》稱：「因为三国的事情，不像五代那样纷乱；又不像楚汉那样简单；恰是不简不繁，适于作小说。而且三国时的英雄，智术武勇，非常动人，所以人都喜欢取来作小说的材料。」
而書中亦刻画了近二百个人物形象，其中最为成功的有诸葛亮、曹操、关羽、刘备等人。诸葛亮是作者心目中的「贤相」的化身，他具有「鞠躬尽瘁，死而后已」的高风亮节，具有经世济民再造太平盛世的雄心壮志，而且作者还赋予他呼风唤雨、神机妙算的奇异本领。曹操則被塑造成一位「宁教我负天下人，休教天下人负我」的奸雄，既有雄才大略，又残暴奸诈，是一个政治野心家和阴谋家。关羽「威猛刚毅」、「义重如山」，但主要以个人恩怨為前提。刘备则被塑造成为仁民爱物、礼贤下士、知人善任的仁君典型（恰好和曹操相反）。
而當中的战争，手法多样，读者往往感到一场场刀光血影的战争场面。其中，官渡之戰、赤壁之戰等战争的描写被認为是波澜起伏、跌宕跳跃，使人读来惊心动魄，將史书上所沒有的情节描寫得十分細緻。不過，前33回写了从桃园结义到曹操統一北方的24年，71回半寫了劉備三顧茅廬到诸葛亮死于五丈原的27年，而以后的46年只用了15回半就草草收场。
由于《三国演义》在民间的流传范围、影响程度都可谓是中国古代历史小说中独一无二的，这就造成了普通民众，甚至一部分专家学者对东汉末年至三国时期，也就是小说所描述的历史时期的概况、事件、人物缺乏正确的常识，从某种程度上说，小说《三国演义》的内容在国人心目中已经占据了真实历史的地位，这种现象在近来的电影、文学作品中都有所反映。民间也一直对这类现象有不少争论。
非凡的叙事才能，全景式的战争描写，特征化性格的艺术典型，浅近的文言，构成了《三国演义》的主要特色。

## 回目
- 破黄巾，杀阉宦（共2回）
  - 第一回 宴桃园豪杰三结义 斩黄巾英雄首立功
  - 第二回 张翼德怒鞭督邮 何国舅谋诛宦竖
- 董卓乱京师（共7回）
  - 第三回 议温明董卓叱丁原 馈金珠李肃说吕布
  - 第四回 废汉帝陈留践位 谋董贼孟德献刀
  - 第五回 发矫诏诸镇应曹公 破关兵三英战吕布
  - 第六回 焚金阙董卓行凶 匿玉玺孙坚背约
  - 第七回 袁绍磐河战公孙 孙坚跨江击刘表
  - 第八回 王司徒巧使连环计 董太师大闹凤仪亭
  - 第九回 除暴凶吕布助司徒 犯长安李傕听贾诩
- 曹操崛起（共5回）
  - 第十回 勤王室马腾举义 报父仇曹操兴师
  - 第十一回 刘皇叔北海救孔融 吕温侯濮阳破曹操
  - 第十二回 陶恭祖三让徐州 曹孟德大战吕布
  - 第十三回 李傕郭汜大交兵 杨奉董承双救驾
  - 第十四回 曹孟德移驾幸许都 吕奉先乘夜袭徐郡
- 孫策崛起（共1回）
  - 第十五回 太史慈酣鬥小霸王 孙伯符大战严白虎
- 曹操苦戰擒斬呂布（共4回）
  - 第十六回 吕奉先射戟辕门 曹孟德败师淯水
  - 第十七回 袁公路大起七军 曹孟德会合三将
  - 第十八回 贾文和料敌决胜 夏侯惇拔矢啖睛
  - 第十九回 下邳城曹操鏖兵 白门楼吕布殒命
- 許都暗雲，密謀誅曹（共5回）
  - 第二十回 曹阿瞒许田打围 董国舅内阁受诏
  - 第二十一回 曹操煮酒论英雄 关公赚城斩车胄
  - 第二十二回 袁曹各起马步三军 关张共擒王刘二将
  - 第二十三回 祢正平裸衣骂贼 吉太医下毒遭刑
  - 第二十四回 国贼行凶杀贵妃 皇叔败走投袁绍
- 关羽附曹，主臣聚义（共4回）
  - 第二十五回 屯土山关公约三事 救白马曹操解重围
  - 第二十六回 袁本初败兵折将 关云长挂印封金
  - 第二十七回 美髯公千里走单骑 汉寿侯五关斩六将
  - 第二十八回 斩蔡阳兄弟释疑 会古城主臣聚义
- 孫權继业（共1回）
  - 第二十九回 小霸王怒斩于吉 碧眼儿坐领江东
- 官渡之战，统一北方（共4回）
  - 第三十回 战官渡本初败绩 劫乌巢孟德烧粮
  - 第三十一回 曹操仓亭破本初 玄德荆州依刘表
  - 第三十二回 夺冀州袁尚争锋 决漳河许攸献计
  - 第三十三回 曹丕乘乱纳甄氏 郭嘉遗计定辽东
- 三顾茅庐，卧龙出山（共7回）
  - 第三十四回 蔡夫人隔屏听密语 刘皇叔跃马过檀溪
  - 第三十五回 玄德南漳逢隐沧 单福新野遇英主
  - 第三十六回 玄德用计袭樊城 元直走马荐诸葛
  - 第三十七回 司马徽再荐名士 刘玄德三顾草庐
  - 第三十八回 定三分隆中决策 战长江孙氏报仇
  - 第三十九回 荆州城公子三求计 博望坡军师初用兵
  - 第四十回 蔡夫人议献荆州 诸葛亮火烧新野
- 長坂之战，携民渡江（共2回）
  - 第四十一回 刘玄德携民渡江 赵子龙单骑救主
  - 第四十二回 张翼德大闹长坂桥 刘豫州败走汉津口
- 赤壁之戰，孙刘抗曹（共8回）
  - 第四十三回 诸葛亮舌战群儒 鲁子敬力排众议
  - 第四十四回 孔明用智激周瑜 孙权决计破曹操
  - 第四十五回 三江口曹操折兵 群英会蒋幹中计
  - 第四十六回 用奇谋孔明借箭 献密计黄盖受刑
  - 第四十七回 阚泽密献诈降书 庞统巧授连环计
  - 第四十八回 宴长江曹操赋诗 锁战船北军用武
  - 第四十九回 七星坛诸葛祭风 三江口周瑜纵火
  - 第五十回 诸葛亮智算华容 关云长义释曹操
- 诸葛孔明，三氣周瑜（共7回）
  - 第五十一回 曹仁大战东吴兵 孔明一气周公瑾
  - 第五十二回 诸葛亮智辞鲁肃 赵子龙计取桂阳
  - 第五十三回 关云长义释黄汉升 孙仲谋大战张文远
  - 第五十四回 吴国太佛寺看新郎 刘皇叔洞房续佳偶
  - 第五十五回 玄德智激孙夫人 孔明二气周公瑾
  - 第五十六回 曹操大宴铜雀台 孔明三气周公瑾
  - 第五十七回 柴桑口卧龙吊丧 耒阳县凤雏理事
- 西凉兴兵，馬超雪恨（共2回）
  - 第五十八回 马孟起兴兵雪恨 曹阿瞒割鬚弃袍
  - 第五十九回 許褚裸衣斗马超 曹操抹书間韩遂
- 劉備入蜀，三方天下（共6回）
  - 第六十回 张永年反难杨修 庞士元议取西蜀
  - 第六十一回 赵云截江夺阿斗 孙权遗书退老瞒
  - 第六十二回 取涪关杨高授首 攻雒城黄魏争功
  - 第六十三回 诸葛亮痛哭庞统 张翼德义释严颜
  - 第六十四回 孔明定计捉张任 杨阜借兵破马超
  - 第六十五回 馬超大戰葭萌關 劉備自領益州牧
- 孙权袭曹，曹操立嗣（共4回）
  - 第六十六回 关云长单刀赴会 伏皇后为国捐生
  - 第六十七回 曹操平定汉中地 张辽威震逍遥津
  - 第六十八回 甘宁百骑劫魏营 左慈掷杯戏曹操
  - 第六十九回 卜周易管辂知机 讨汉贼五臣死节
- 魏蜀決戰，爭奪漢中（共4回）
  - 第七十回 猛张飞智取瓦口隘 老黄忠计夺天荡山
  - 第七十一回 占对山黄忠逸待劳 据汉水赵云寡胜众
  - 第七十二回 诸葛亮智取汉中 曹阿瞒兵退斜谷
  - 第七十三回 玄德进位汉中王 云长攻拔襄阳郡
- 荊州城破，關公殉国（共4回）
  - 第七十四回 庞令明抬榇决死战 关云长放水淹七军
  - 第七十五回 关云长刮骨疗毒 吕子明白衣渡江
  - 第七十六回 徐公明大战沔水 关云长败走麦城
  - 第七十七回 玉泉山关公显圣 洛阳城曹操感神
- 三國鼎立，漢王纂统（共3回）
  - 第七十八回 治风疾神医身死 传遗命奸雄数终
  - 第七十九回 兄逼弟曹植赋诗 侄陷叔刘封伏法
  - 第八十回 曹丕废帝篡炎刘 汉王正位续大统
- 夷陵大敗，先主託孤（共6回）
  - 第八十一回 急兄仇张飞遇害 雪弟恨先主兴兵
  - 第八十二回 孙权降魏受九锡 先主征吴赏六军
  - 第八十三回 战猇亭先主得仇人 守江口书生拜大将
  - 第八十四回 陆逊营烧七百里 孔明巧布八阵图
  - 第八十五回 刘先主遗诏托孤儿 诸葛亮安居平五路
  - 第八十六回 难张温秦宓逞天辩 破曹丕徐盛用火攻
- 蜀漢南征，七擒孟獲（共4回）
  - 第八十七回 征南寇丞相大兴师 抗天兵蛮王初受执
  - 第八十八回 渡泸水再缚番王 识诈降三擒孟获
  - 第八十九回 武乡侯四番用计 南蛮王五次遭擒
  - 第九十回 驱巨獸六破蛮兵 烧藤甲七擒孟获
- 六出祁山，孔明病逝（共15回）
  - 第九十一回 祭泸水汉相班师 伐中原武侯上表
  - 第九十二回 赵子龙力斩五将 诸葛亮智取三城
  - 第九十三回 姜伯约归降孔明 武乡侯骂死王朗
  - 第九十四回 诸葛亮乘雪破羌兵 司马懿克日擒孟达
  - 第九十五回 马谡拒谏失街亭 武侯弹琴退仲达
  - 第九十六回 孔明挥泪斩马谡（日语：泣いて馬謖を斬る） 周鲂断发赚曹休
  - 第九十七回 讨魏国武侯再上表 破曹兵姜维诈献书
  - 第九十八回 追汉军王双受诛 袭陈仓武侯取胜
  - 第九十九回 诸葛亮大破魏兵 司马懿入寇西蜀
  - 第一百回 汉兵劫寨破曹真 武侯斗阵辱仲达
  - 第一百一回 出陇上诸葛妆神 奔剑阁张郃中计
  - 第一百二回 司马懿占北原渭桥 诸葛亮造木牛流马
  - 第一百三回 上方谷司马受困 五丈原诸葛禳星
  - 第一百四回 陨大星汉丞相归天 见木像魏都督丧胆
  - 第一百五回 武侯预伏锦囊计 魏主拆取承露盘
- 姜維繼志，九伐中原（共10回）
  - 第一百六回 公孙渊兵败死襄平 司马懿诈病赚曹爽
  - 第一百七回 魏主政归司马氏 姜维兵败牛头山
  - 第一百八回 丁奉雪中奋短兵 孙峻席间施密计
  - 第一百九回 困司马汉将奇谋 废曹芳魏家果报
  - 第一百十回 文鸯单骑退雄兵 姜维背水破大敌
  - 第一百十一回 邓士载智败姜伯约 诸葛诞义讨司马昭
  - 第一百十二回 救寿春于诠死节 取长城伯约鏖兵
  - 第一百十三回 丁奉定计斩孙綝 姜维斗阵破邓艾
  - 第一百十四回 曹髦驱车死南阙 姜维弃粮胜魏兵
  - 第一百十五回 诏班师后主信谗 托屯田姜维避祸
- 司馬伐蜀，蜀漢滅亡（共3回）
  - 第一百十六回 钟会分兵汉中道 武侯显圣定军山
  - 第一百十七回 邓士载偷度阴平 诸葛瞻战死绵竹
  - 第一百十八回 哭祖庙一王死孝 入西川二士争功
- 司馬篡魏，三分歸晉（共2回）
  - 第一百十九回 假投降巧计成虚话 再受禅依样画葫芦
  - 第一百二十回 荐杜预老将献新谋 降孙皓三分归一统

## 故事大纲
故事背景由公元184年東漢末年黃巾之亂開始，至公元280年西晉統一，共96年歷史，以儒家政治道德观念為核心主旨，同时揉合千百年来广大民众心理，表现对昏君贼臣大乱天下的痛恨，对明君良臣清平世界的渴慕。

### 黄巾起义
东汉建寧元年（168年）九月，宦官曹節、王甫等人專橫，大將軍竇武與太傅陳蕃因憎惡而意圖除害，不料事跡敗露，反被消滅:34。漢桓帝、漢靈帝昏庸无道，寵信宦官，疏远良臣，致使朝政腐败，百姓生活困苦。灵帝时，張角自稱曾遇见仙人，幸得天书，学得有效治病方法。后来他云游四方给人治病（他治病的方法带有宗教色彩，但在某些因素的作用下，这使他声名远播），借此聚众起事，欲圖推翻东汉，爆发农民大暴動——黄巾起义。
在大将军何进带领军队剿灭了黄巾军之后，又发生了十常侍之乱。这时汉灵帝已故，汉少帝劉辯即位。何进欲杀皇宫里所有宦官，反被宦官诱杀。袁绍和曹操带领众大臣衝入皇宫，杀绝宦官，还误杀不少不留胡须的男人。少帝与陈留王刘协于慌乱中逃出皇宫。

### 董卓之乱
各路诸侯分头寻找，最终由凉州刺史董卓找到少帝与陈留王。董卓自恃救駕有功，趁机专权弄政，废少帝，改立陈留王为汉献帝。董卓横行，残害忠良，引起大臣愤怒。曹操行刺董卓失败而逃走，假传圣旨，召各路诸侯结盟勤王，反抗董卓。斬華雄，敗呂布，十八路诸侯在袁绍率领下杀向首都洛阳，迫使董卓劫持皇帝，迁都长安。董卓后来与其义子吕布争美女貂蝉。吕布在王允勸誘下，杀了董卓。

### 群雄逐鹿
长沙太守孙坚于洛阳发现了传国玉玺，欲私藏起来。袁绍大怒，逼孙坚交出玉玺。孙坚不肯，逃回长沙，途中遭荆州刘表袭击。孙坚为此与刘表结怨，后发兵进攻荆州，不料死于战中。在河北，袁绍与公孙瓒互争土地，爆发界桥之战，最後董卓假天子詔書和解才停戰。同时，各路诸侯如刘备等正在建立起自己的实力。曹操广招贤才，建立起一支强悍军队，准备霸占中原。

### 统一中原
曹操奉迎汉献帝，拥护漢室，于许昌建新都，「挟天子以令诸侯」，剿灭中原群雄如吕布、張繡、袁术等，日渐强大，称霸中原。后来与袁绍在官渡之战中，以寡敌众，大败袁绍。曹操繼續挥军北上，灭袁氏、败乌桓、平辽东，统一北方。曹操开疆拓土，建立日后魏国的基础。

### 孙策立业
孙策自父亲孙坚战死後，欲重振家业，称霸江东。他拿父亲的遗物传国玉玺，与淮南袁术交换兵马。孙策掌握兵马，又有追随先父的老将、结拜兄弟周瑜及智谋之士帮助，发兵江东，经多年苦战，终于称霸，坐镇江东，为後来建立吴国打好基础。不料，孙策遇刺重伤身亡，由弟弟孙权继承基业。孙权有周瑜、張昭等能臣勇将扶持，稳坐江东，勢力逐渐强大。

### 刘备扶汉

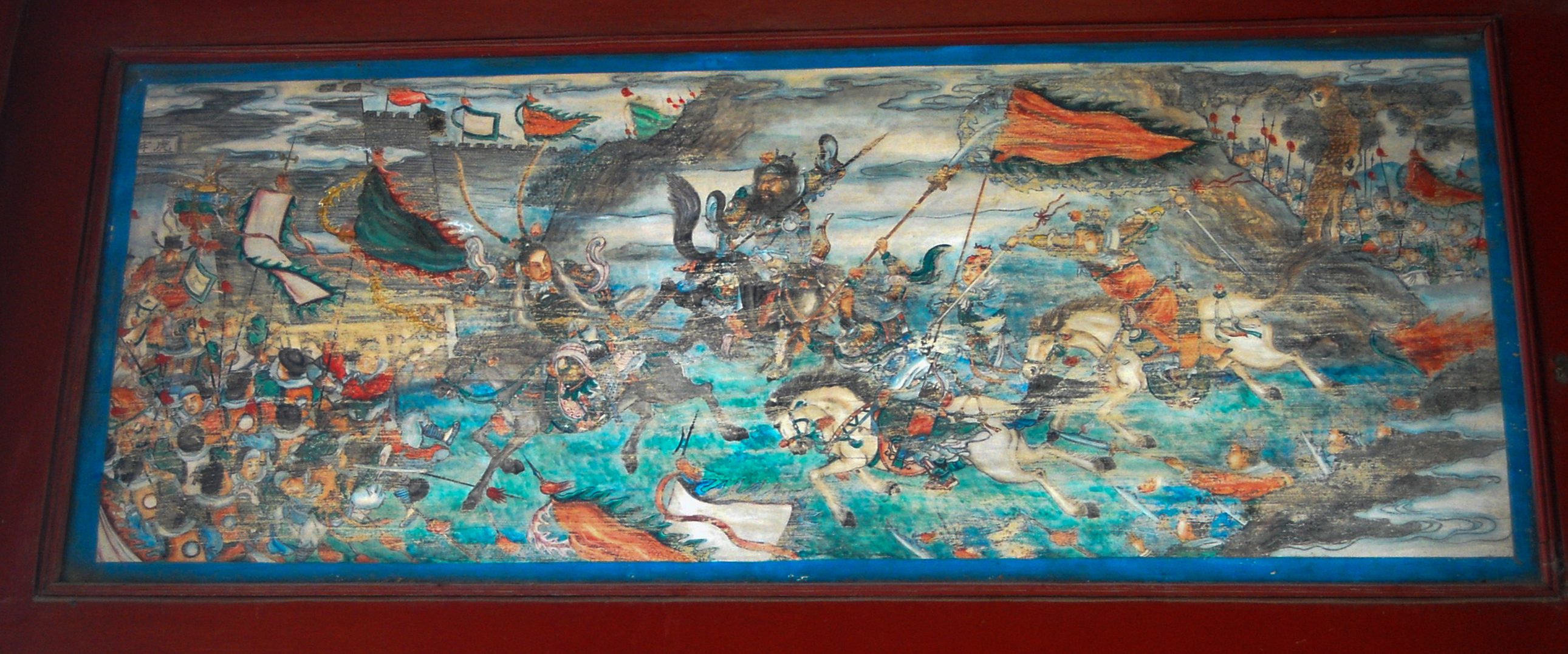
颐和园长廊彩绘中的三英战吕布

刘备与关羽、张飞曾在桃园结义时立下誓言，忠心辅助汉室，拯救天下苍生。刘备讨伐黄巾有功，後得到县令官职。后来刘备投奔公孙瓒，就任平原太守，曾相约讨伐董卓，于虎牢关前与关、张二人大战吕布。曹操之父曹嵩被徐州刺史陶谦部下张闿所杀，起兵攻打徐州雪耻。陶谦求助，刘备来到徐州协助陶谦抵挡曹操大军。曹操退兵后，陶谦去世前将徐州交与刘备，刘备就任徐州牧。吕布被曹操打败后，逃到徐州投奔刘备。刘备慷慨收留吕布，後來張飛惹怒呂布，呂布反夺徐州。袁術率兵打劉備，呂布便以轅門射戟的方式救了劉備，劉備與曹操聯手消灭吕布。刘备同朝廷大臣密谋除掉专权欲篡位的曹操，不料事情暴露，劉備又叛曹操，斬殺曹將車冑奪徐州。刘备在徐州被曹操打败，逃去投奔袁绍，又叛袁紹，后在汝南建立实力。曹操再次于汝南大败刘备，迫使刘备逃往荆州投靠刘表。刘表让刘备镇守新野，以抵抗将要南征的曹操。刘备三顾茅庐，得到足智多谋的诸葛亮辅佐，如鱼得水。

### 赤壁之战

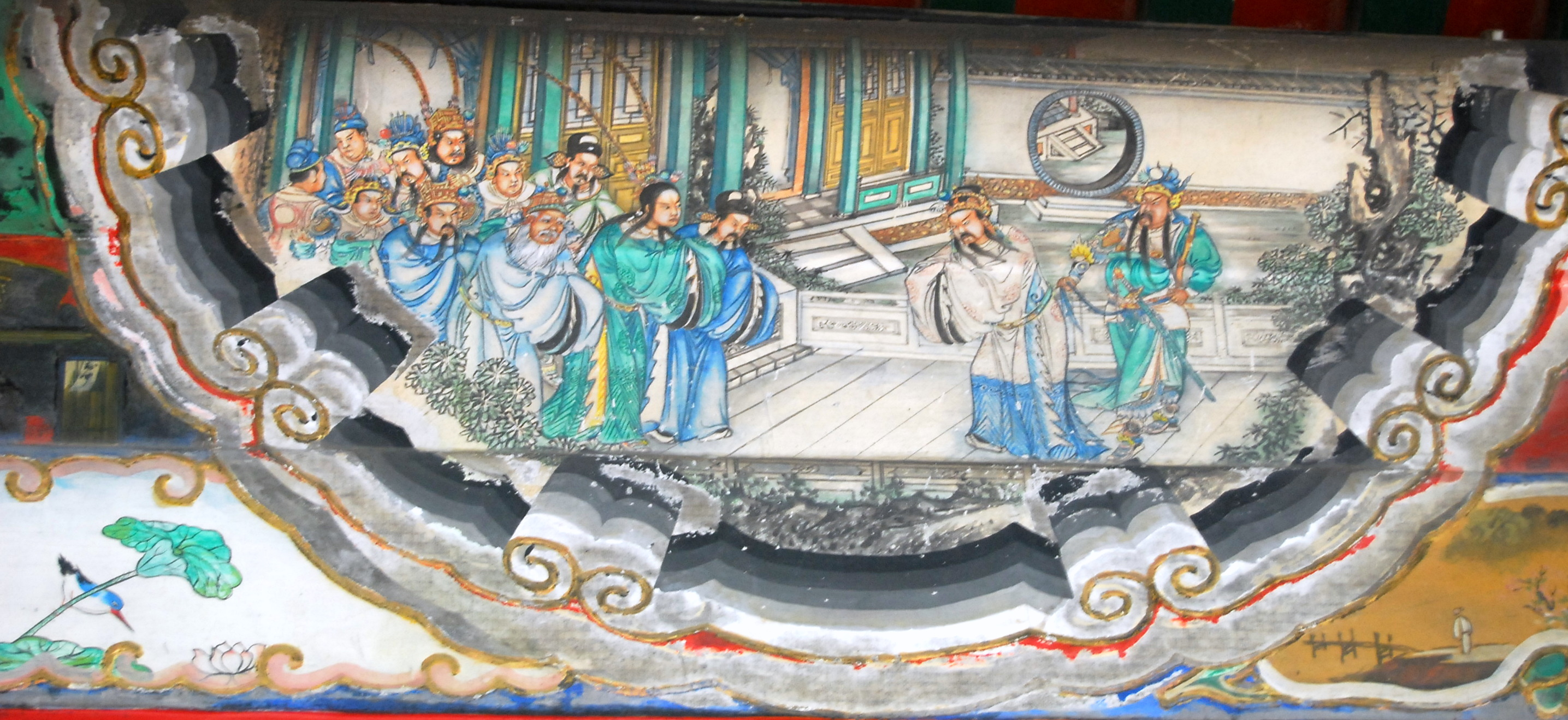
颐和园长廊彩绘的江东赴会情节

曹操自封丞相，统一北方后，举兵南征荆州。刘备于新野两度杀退曹军，但彼眾我寡，只得放棄城池，被迫南退荆州。刘表已故，荆州由幼子刘琮接管，长子刘琦留守江夏。刘备携民渡江，来到襄阳城外，求刘琮让他进城，被刘琮拒绝。刘琮后来投降曹操，荆州落入曹操手中，劉琮也被殺。刘备不得已南下到江夏投靠刘琦，途中遭曹军追杀，百姓死伤无数，虽然途中曾有很多谋士劝他放弃军民（百姓），但仁义的刘备说什么就是不肯放弃他们。
为抵挡曹操凶猛的来势，刘备派遣诸葛亮前往江東说服孙权结盟抗曹。诸葛亮舌战群儒、智激孙权、庞统巧使连环计、孔明巧借东风、周瑜赤壁纵火，黄盖使苦肉计。周瑜不容诸葛亮在吳國，多次想加害诸葛亮，但都没成功。其中最出名的就是草船借箭。周瑜暂时放下杀诸葛亮的念头，专心策划对付曹操。最终，刘备与孙权的联军于赤壁之战中用火攻大败曹操，大獲全胜，曹操败走华容。

### 荆州争夺
赤壁大戰后，孙權、刘備相争荆州。周瑜领兵与曹军大战，取胜后以为自己已经攻下荆州，不料曹军中诸葛亮调虎离山之计，荆州落入刘备手中，吴军苦战一无所获。孙权不满，派遣鲁肃前往荆州向刘备讨还荆州。刘备多次在诸葛亮的劝说下推辞交出荆州，说等刘琦死后交出荆州。刘琦病逝后，刘备又说取得容身之地后再交出荆州。孙权、周瑜无奈，多次想办法夺取荆州。周瑜使美人计，欲骗刘备到东吴娶孙权之妹为妻，实为扣留刘备在东吴，逼诸葛亮交出荆州以交换主公。东吴招亲，弄假成真，刘备不但取得孙权之妹为妻，还安全地返回荆州，结果蜀国的士兵都说：“周郎妙计安天下，赔了夫人又折兵。”周瑜使出计谋屡屡被诸葛亮识破，未得成功。最终，诸葛亮三气周瑜，周瑜呕血而死，临死前还大喊三声：“既生瑜，何生亮！”

### 马超归汉
在西北方，猛將馬超为被曹操杀害的父亲马腾报仇，联合韩遂、羌族兴兵讨伐曹操。马超于潼关、渭水之战中大败曹操，曹操割鬚弃袍、仓惶逃脱。曹操采纳谋士贾诩离间之计，成功地使马超、韩遂二人互相猜疑，最后大动干戈。马超被曹操打败，逃去投奔汉中张鲁，韩遂归降曹操。过后，刘备欲要攻打西川，刘璋向张鲁求救，张鲁派马超去葭萌关攻打刘备，刘备人马派出张飞抵御马超。结果马超和张飞挑灯夜战大打三百多回合。刘备把这一切看在眼里，很惜才的刘备心里很想马超纳入自己的军队，所以诸葛亮又使了离间计让马超最终投降刘备，成为五虎上将之一。

### 刘备稱帝
周瑜死後，东吴与刘备关係恶劣，但未大动干戈。吴军与曹军开战，在濡须、合淝之战中有胜有败。在荆州，诸葛亮劝说刘备发兵进攻西川，夺取巴蜀。刘备打败刘璋，夺得西川，又从曹操手中夺取汉中。刘备自封汉中王，拥有益州全部和部分荆州，为建立蜀漢打好基础。至此，天下鼎足而三：刘备跨有荊、益；曹操称霸中原，進佔關、隴；孙权坐镇江东。後來曹操病死，次子曹丕篡汉，東汉歷二百餘年而亡。曹丕改国号为魏，刘备闻訊，在巴蜀称帝，国号仍為汉，史稱蜀漢。

### 關張之死
孙权仍然一心要荆州，决定发兵取荊州，并在与刘备谈判后得到江夏、桂阳、长沙。关羽攻打曹仁把守的樊城时，孙权与曹操联合，派遣大将吕蒙攻打荆州，吕蒙白衣渡江，混入荆州。关羽得知中了调虎离山之计，不得已退守麦城，并派人前往成都求刘备派援兵。吴军包围麦城，将关羽困在城中。关羽突圍，中伏被擒。关羽被押往东吴，宁死不愿投降孙权，被呂蒙斩首。吕蒙因功受赏，但在酒席上突然被关羽灵魂附体，随即暴死。曹操封孙权为南昌侯。刘备痛失荆州、义弟关羽，不禁深感悲愤，欲起兵攻打东吴为关羽复仇。不料，张飞在睡梦中被部下范疆、張達暗杀，兩人逃往东吴。刘备因过度悲伤而昏迷过去，醒后不听诸葛亮劝阻，一意孤行要为关張复仇。

### 夷陵之战
刘备大军一路势如破竹，连败吴军，杀死关羽仇人潘璋、马忠、麋芳、傅士仁。孙权将张飞仇人范疆、张达交刘备处死，但刘备仍然怒气未息要灭吴。情急之中的孙权用人不疑，拜书生陸遜为大都督，号令东吴三军。刘备因连胜而大意，把大军布阵于树林中，犯下兵家大忌。陆逊以火攻，火烧连营七百裡，蜀军大败。陆逊因深怕曹丕会趁吴军追杀惨败的蜀军时，发兵攻打东吴，因此放弃追击蜀军。果不出陆逊所料，魏军果然进攻东吴，反被吴军所败。
刘备败军抵达白帝城，刘备因过度悲伤而病倒，命垂旦夕。临终前，托孤于诸葛亮，说如若儿子刘禅昏庸无能，诸葛亮可废掉刘禅，自立皇帝。诸葛亮誓言要忠心报答刘备的知遇之恩，尽心协力辅佐刘禅匡復汉室。

### 七擒七纵
曹丕趁机联合四路兵马杀向蜀漢，包括东吴、南蛮、羌族与孟达。诸葛亮派马超把守关口，使羌兵不敢进攻；派魏延制造疑兵，使南蛮多疑不敢进攻；派孟达至交李严写信，劝孟达退兵；派赵云把守關口，抵御魏军。此四路兵马不期而退，只剩东吴一路孤軍，只得退兵。最后，诸葛亮派善言语的邓芝前往东吴，成功说服孙权再度与蜀汉和好结盟，共抗曹魏。
孟获反叛，诸葛亮亲领大军前往不毛之地平定南蛮。诸葛亮七擒七纵孟获，使孟获深感懊悔，决心永远归降蜀汉。

### 六出祁山
曹丕病逝，由其子曹叡继位。諸葛亮一出祁山，原本將直逼长安，因馬謖丟失街亭而後敗北，二次北伐糧盡而退，孙权于东吴称帝，国号吴。在蜀漢，诸葛亮上奏刘禅出师第三次讨伐魏国，决心完成刘备匡复汉室的遗愿，数次击败魏军及击杀大将张郃，但年数将尽，而且蜀汉之实力不足以讨伐魏国。诸葛亮决定将平生所学授予北伐期间收降的将才姜维。诸葛亮与魏司马懿鬥智，双方僵持已久。最终，诸葛亮因过于操劳，在五丈原病逝。临终前，诸葛亮准备一樽木雕像吓跑以为诸葛亮未死的司马懿，争取时间让蜀军撤退。
诸葛亮死后，大将魏延不满诸葛亮的身后安排，意图夺取军权继续北伐，更不惜烧毁栈道拦截自家军队归路及攻打南郑，但诸葛亮生前早有布置，魏延被杀。

### 司马篡魏
在魏国，曹睿死后曹芳继位。司马懿發動高平陵政變，奪取了掌握大权的曹爽的兵权，曹爽被杀。司马懿病死后，其子司马师、司马昭继续掌握魏国大权，常有篡位的野心。司马兄弟废了曹芳，立曹髦为帝。司马师因患眼疾病故，司马昭独揽大权。曹髦欲除国贼司马昭，不料被司马昭部下成济杀害，司马昭又假装悲伤，将弑君之罪名推到成济身上，将成济斩首。司马昭后立曹奂为帝。

### 三国归晋
姜維繼承諸葛亮遺願，繼續興兵與魏國作戰。後主劉禪昏庸，聽信讒言，導致姜維失敗，後又廢了姜維兵權。姜維為逃避奸臣加害，屯田沓中。魏將鄧艾乘蜀漢大亂，發兵進攻。鄧艾大軍翻山越嶺，終於抵達成都城前。劉禪不戰而降，蜀漢滅亡。姜維為復興蜀漢，乘魏將鍾會與鄧艾不合，欲聯合除掉鄧艾，謀劃重建蜀漢。鍾會欲除掉司馬昭，不料事情被揭發，司馬昭派兵圍攻鍾會、姜維。鍾會死於亂箭之下、姜維身負重傷，感歎無法完成諸葛亮遺願，便拔劍自刎。
在東吳，孫權死後，吳宮內亂。諸葛恪專權，被孫峻所殺。孫峻和孫綝先後獨攬大權，孫綝存篡位之心。並廢了吳主孫亮，改立孫休為帝。孫休常懷有攘除國賊孫綝之心，聯合東吳老將丁奉除掉孫綝，奪回大權。不過，東吳安寧並不長久。
在魏國，司馬昭之子司馬炎受禪篡位稱帝，改國號為晉，史稱西晉，魏國滅亡。西晉起用老將杜預進攻東吳，經一場惡戰後打敗吳軍。吳主孫皓投降，東吳滅亡。經過近百年戰亂，三國時代終結。司馬氏三分歸一，建立西晉統一天下。

## 與史书记载的差异

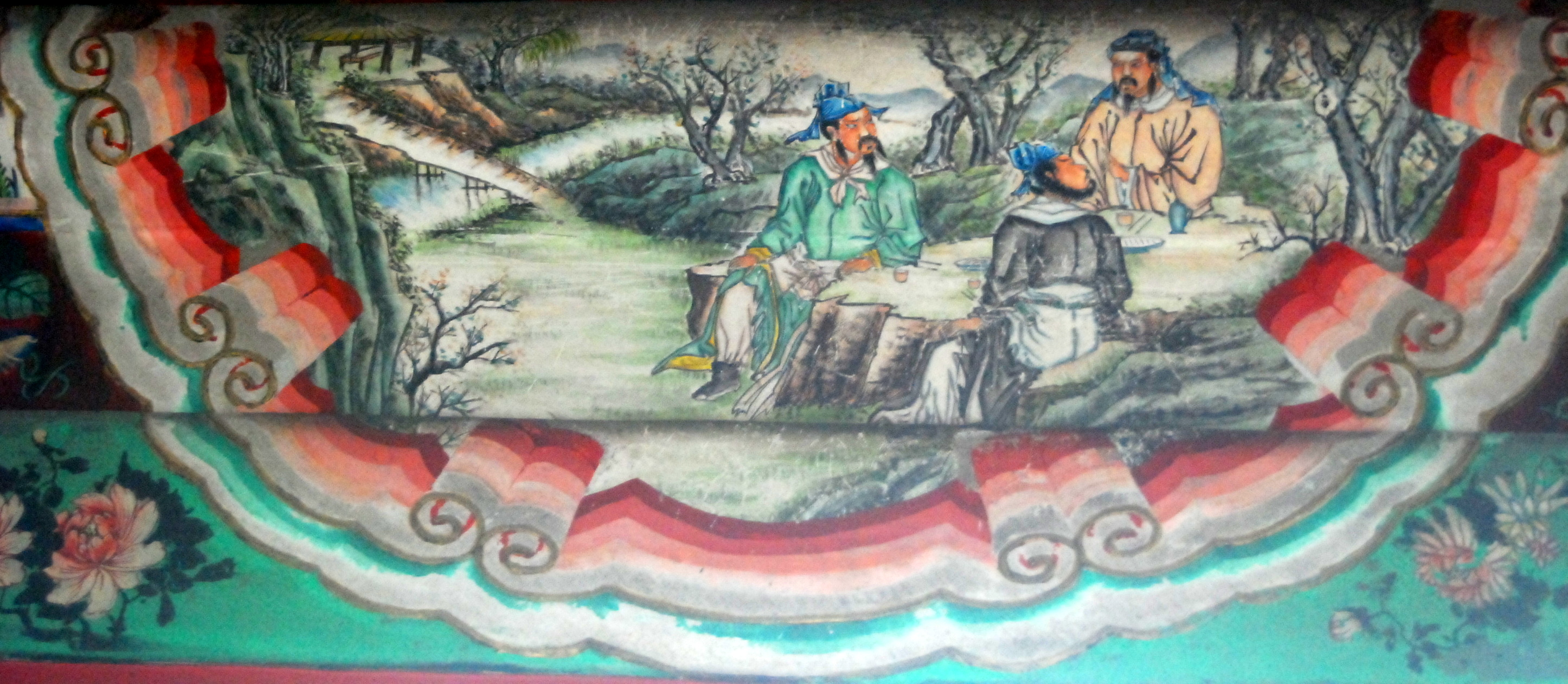
颐和园长廊彩绘中的桃园三结义绘画

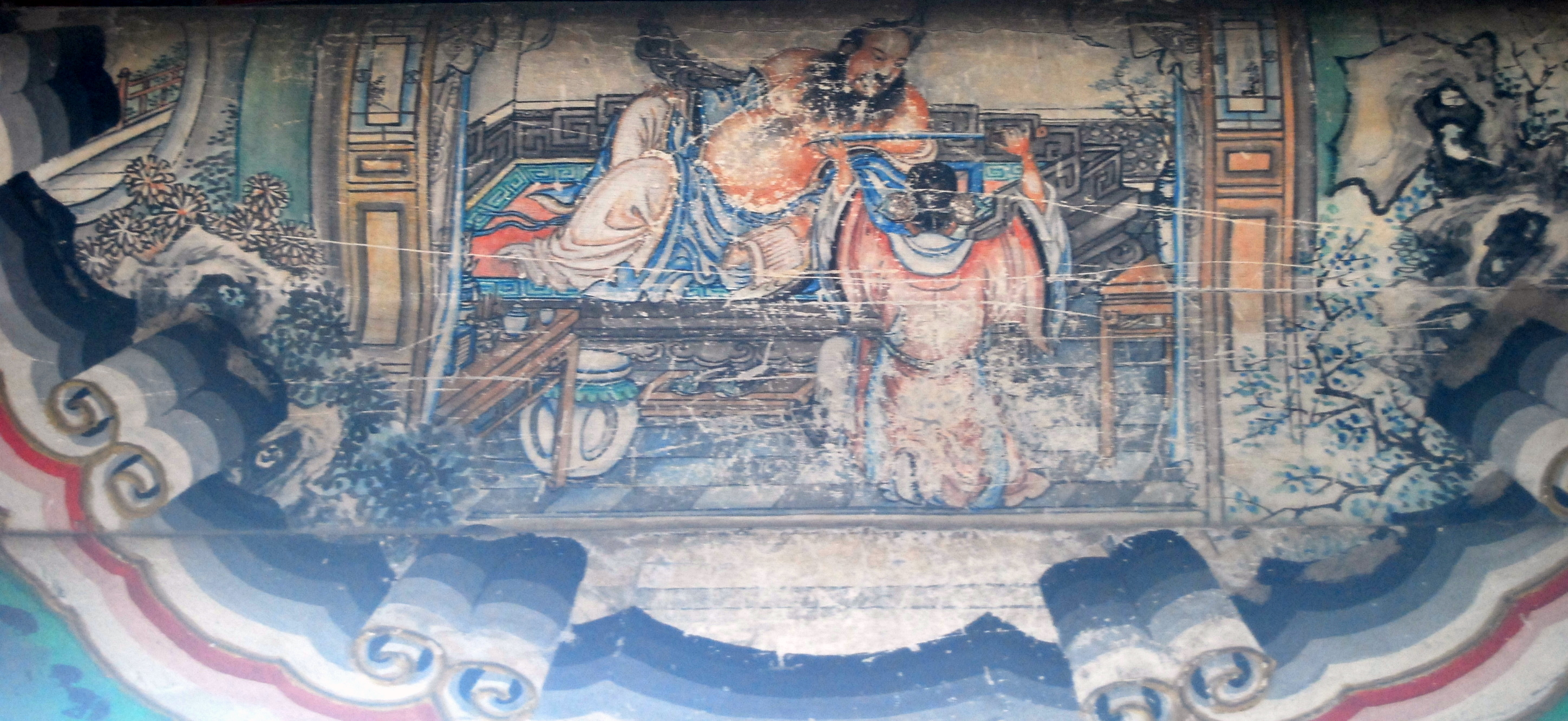
颐和园长廊中孟德献刀的彩绘

《三国演义》是正史《三国志》之演義。清朝史學家章學誠批評：「唯《三國演義》則七分實事，三分虛構，以致觀者，往往為之惑亂。」（語譯：七分是史實，三分是虛構，導致讀者往往為其所混淆惑亂。）:14演義裡許多精彩的情節是千古传说，受地方野史傳奇、逸史傳聞影響極深。
民初五四運動後，反傳統派學者積極澄清《三國志》，以對諸葛亮、關羽、劉備傳統正面人物進行再評價，胡適、鲁迅等革新派學者也帶頭從釋《三國演義》，而中華人民共和國建立後，出于澄清真實歷史，中國大陸学者在改革开放前常继承反傳統派學者對諸葛亮、关羽等人物解釋，援引《三国志》駁斥《三國演義》。
對數部演義總體上而言，《東周列國志》最重視史實根據，《三國演義》次之，《隋唐演義》再次之。
《三國演義》亦有虛構大量的人物，詳見三國虛構人物列表。

## 藝術成就
《三國演義》精於塑造人物形象，能通過敘述人物的行動和舉止來反映人物獨特個性。如诸葛亮、劉備、曹操、關羽、張飛等早已深入民心，性格突出，全賴罗贯中繪形繪聲和生動逼真的描寫，令讀者如見其人，如聞其聲。
善於描寫戰爭場面和政爭智鬥，描述各戰事精彩絕倫，如親歷其境之妙，更首創單挑場面，突顯武將於沙場上的勇猛威武與英雄形象。
結構宏偉緊密，全書人物眾多，頭緒紛繁，情節複雜，惟作者能以蜀漢為中心，抓緊魏蜀吳三國間的衝突矛盾，寫來井井有條，脈絡清晰，規模宏大。
語言方面夾用文言白話，明快生動，既吸收古代文言的精華，亦加以適當的通俗化，故能「文不甚深，言不甚俗」，收雅俗共賞之藝術效果。

## 文化影響

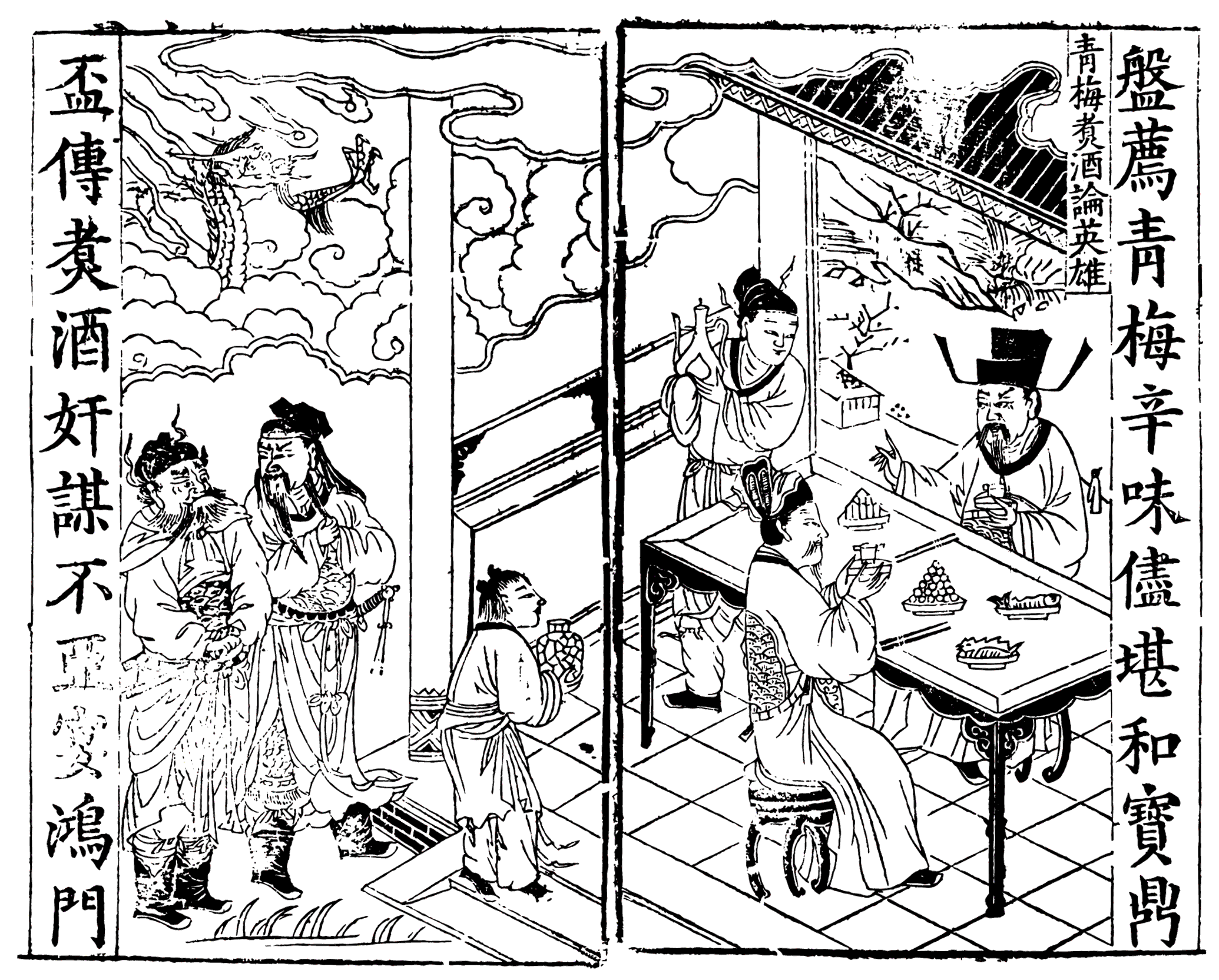
煮酒论英雄

《三国演义》和三国时期故事传说对东亚文化形成了深远的影响。最遲在晚唐時三國故事已流傳民間，李商隱有《驕兒詩》“或謔張飛胡，或笑鄧艾吃”；據《東京夢華錄》載，北宋已出現“說三分”的專家霍四究。北宋民間說三國故事已經表現出“尊劉貶曹”的傾向，蘇東坡的《東坡志林》說：「塗巷中小兒薄劣，其家所厭苦，輒與錢，令聚坐聽說古話。至說三國事，聞劉玄德敗，顰有出涕者；聞曹操敗，即喜唱快。以是知君子小人之澤，百世不斬。」
中国古代有关三国的诗词歌赋就不胜枚举，以三国故事为内容的评书、戏剧和其他口头文学作品層出不穷。而且这些作品和《三国演义》的相互借鉴，传承形成了独特的类文化群。直到今日的各类三国故事剧集、漫画、书籍还是经久不衰。《三国演义》及三国故事对于中国文化的影响至今仍随处可见，在人们处于竞争环境或奋斗阶段，可能会以三国的场景，人物关系作为考量。其间的褒贬争论也一直没有停止过，但无论褒贬的结论如何，人们对三国中人文精神的认可已经根深蒂固，难说会有较大改观。據說清太祖努爾哈赤在1570年代起攻明，常在坐騎馬背上繫部漢文版三國自修漢文。
个别的讲，在有些与《三国演义》故事相关的地区或族群中，三国文化的烙印更是明显，如诸葛姓氏，川陕地区等。明朝為提高宦官修養並作消遣，曾於北京紫禁城內刻印書籍。由宦官劉若愚《酌中志》所列宮中印書目錄可知，當時所印小說，只有《三國志通俗演義》，是宦官們最愛之讀物:2。
中国自古流傳有一句話：「少不讀水滸，老不讀三國」，指年輕人不該讀《水滸傳》，否則容易會整天想打架，思想上變壞；而老年人不應該讀三國，因為其中人物善於用計使詐，處心積慮、勾心鬥角，作為應該“知天命”的老人應該安度晚年，不能整天想着算計別人，對自己身心無益。
夏志清教授在人的文学一文引用《三国演义》第十九回劉安殺妻餵肉的故事，同情舊時婦女的悲惨命运：
|  | 当下刘安闻豫州牧至，欲寻野味供食，一时不能得，乃杀其妻以食之。玄德曰：「此何肉也？」安曰：「乃狼肉也。」玄德不疑，乃饱食了一顿，天晚就宿。至晓将去，往后院取马，忽见妇人杀于厨下，臂上肉都割去。玄德惊问，方知昨夜食者，乃其妻之肉也。 |

《三国演义》也留下了不少成语，如桃园结义、青梅煮酒论英雄、三顾茅庐、草船借箭、赔了夫人又折兵、蜀中無大將、三分天下，不毛之地，樂不思蜀……等等。
一些俚语也與《三国演义》有關，如「三個臭皮匠，勝過一個諸葛亮」、「說曹操，曹操到」、「周瑜打黃蓋，一個願打，一個願挨」，等等。
另外，《三國演義》對後世的文化作品影響深遠，如《隋唐演義》等。
胡适对《三国演义》的文学水平有很大的批评：
|  | “《三国演义》“只可算是一部很有势力的通俗历史讲义，不能算是一部有文学价值的书”。“《三国演义》拘泥历史的故事太严，而想象力太少，创造力太薄弱”，“《三国演义》的作者、修改者、最后写定者都是平凡的陋儒，不是有天才的文学家，也不是高超的思想家”，“《三国演义》最不会剪裁，他的本领在于搜罗一切竹头木屑，破烂铜铁，不肯遗漏一点。因为不肯剪裁，故此书不成为文学的作品”，“不算是一部有文学价值的书”。 |

但胡适充分肯定《三国演义》在明清以来数百年的国民教育史上的地位：
|  | 《三国演义》究竟是一部绝好的通俗历史，在几千年的通俗教育史上，没有一部书比得上他的魔力。五百年来，无数失学国民从这部书里得到了无数的常识与智慧，从这部书里学会了看书写信作文的技能，从这部书里学得了做人与应世的本领。他们不求高超的见解，也不求文学的技能；他们只追求一种趣味浓厚，看了使人不肯放手的教科书。“四书五经”不能满足这个要求。“廿四史”与《通鉴》、《纲鉴》也不能满足这个要求，《古文观止》与《古文辞类纂》也不能满足这个要求。但是《三国演义》恰能供给这个要求。我们都曾有过这样的要求，我们都曾尝过他的魔力，我们都曾受过他的恩惠。 |

### 對日本的影響
江戶時代，日本於1689年至1692年（元祿二年至五年）出版《三國演義》日文翻譯本《通俗三國志》，譯者為湖南文山（京都天龍寺義轍與月堂之筆名），是第一本全文翻譯成日文之外國小說，也是繼滿文翻譯本於1650年出版後，世上第二本《三國演義》譯本:20。明治時代以後，幸田露伴（1927年）、吉川英治等文學家各自對此書校訂、翻譯及改寫:20。
《三國演義》描寫是3世紀的故事，描寫方式卻是14世紀的風格；正因如此，小說中劉備、關羽、張飛等人物及其英勇事蹟，很易給讀者像看日本戰國時代織田信長、豐臣秀吉等人物般親切:22-23。
中國的《三國演義》在日本戰國時代常被當作是軍事政策的指南，例如：在三方原之戰，德川家康效法諸葛亮的空城計，使武田信玄中計。
而人物的描寫也讓人著迷，例如同為戰國時代的陸奧國大名津輕為信相當崇拜關羽，也學演義中關羽留長鬍鬚，被喻為津輕美髯公。

### 對現代的影響
現時不論是東方或西方的機構，有不少都以《三國演義》的故事教訓來做商業政策。例如，香港的馮兩努就出版了一輯十多本的《三國啟示錄》，教導商家如何把《三國演義》策略運用於商場上，以及日本松下電器創辦人松下幸之助也是運用《三國演義》內容於商場和員工教育訓練上。
金庸《鹿鼎記》曾透過《三國演義》對主角韋小寶的啟發，突顯傳統小說與戲曲對中國基層人民的影響力。韋小寶不識字，對歷史認識全部來自戲曲。在羅剎國協助蘇菲亞奪權時，便想起曹操挾天子以令諸侯的橋段（另外就是康熙曾對他說過多爾袞擔任攝政王的事蹟）。之後對王屋派也使用過「柴桑吊孝」的橋段。
毛澤東閱讀《三國演義》中所載的政治、軍事故事，並在實際行動中參考及使用。
香港郵政於2021年3月以《三國演義》為題，發行一套特別郵票及相關集郵品。

### 衍生作品

#### 华语動畫作品
关于日本、韩国拍攝的三国题材动画，请参考“三國題材藝術列表”。
由台灣拍攝的動畫電影《三國演義》于1978年上映，導演蔡明欽。
由中国大陆拍摄的36集动画《大话三国》于2000年播出。
由中国大陆拍摄的39集动画《Q版三国》于2003年播出；52集《Q版三国之三小强》于2012年播出；《Q版三国之三小强大电影》于2014年上映。
由中國大陆及日本合作拍攝的52集动画《三国演义》于2009年播出。
由中国大陆拍摄的108集动画《亿唐剧场-三国演义》于2010年播出。
由中国大陆拍摄的124集动画《口水三国》第一季于2014年播出；第二季46集于2017年播出。
由中国大陆拍摄的52集动画《主公在哪》于2015年播出。
由中国大陆拍摄的60集3D动画《三国演义》第一季于2017年播出；第二季《三国演义-逐鹿中原》40集于2019年播出。
由中国大陆拍摄的12集动画《三国小人书》于2020年播出。
由中国大陆拍摄的13集动画《如果历史是一群喵》第五季之《乱世三国篇》于2020年播出。
由中国大陆拍摄的22集动画《三国演义之前传》于2021年播出。

#### 模型
由日本萬代改編自本作的模型系列《BB戰士三國傳》，大受歡迎。

#### 漫畫
《三國演義》自中國傳到日本後，日本人尤其喜歡。1939年至1940年，吉川英治发表衍生小说《三国志》在报纸连载，该小说以《演义》为底本，但是纠正了拥刘反曹倾向，删减神话成分，备受日本读者喜爱。《三國演義》改編成漫畫或動畫不下數十次，例如橫山光輝《三國志》，傳入日本後，《三國演義》普遍稱為《三國志演義》，有不少日本人受到早期湖南山人日文译本和吉川英治衍生小说影响習慣簡稱為《三國志》。由於《三國志》（其實是《三國演義》）題材於日本頗受歡迎，加上此略稱廣為流傳，導致部分人仍舊以為日本地區所稱《三國志》為正史。香港漫畫家陳某也有以三國改編的《火鳳燎原》。同樣也是香港漫畫家李志清曾到日本推出《三國志》漫畫，日本漫畫家山原義人的《龍狼傳》等改編漫畫也很受歡迎。另外也是日本漫畫家王欣太，曾在作品《蒼天航路》第一卷的作者手記，敘述是為了和西晉陳壽的《三國志》及元末明初羅貫中的《三國演義》做敘事上的分庭抗禮，而創作出來的具有音樂劇風格的三國漫畫，劇情內容十分精彩。此外《派对浪客诸葛孔明》于2019年12月31日起在《Comic DAYS》（讲谈社）开始连载。

#### 遊戲
关于发布至今的三国题材游戏作品，请参考“三国题材电子游戏列表”。市面上有許多电子游戏以三國作背景，著名的有日本光荣特库摩三國志系列、真·三國無雙系列、《决战II》、《三國志戰記》、《三國志英傑傳》和《孔明傳》及《曹操傳》等。除了《橫山光輝三國志》推出過相近三國志系列戰略遊戲外，也有《吞食天地》故事形式遊戲分別於任天堂遊戲機及電腦上出現，其中《吞食天地II 赤壁之戰》後來被台灣買下來，以中文藍本推出。台灣智冠公司亦推出過《三國演義》1至3代戰略遊戲，但到了第3代，因為當年日本光榮公司的《三國志》系列遊戲，無論在畫面質素及娛樂性均遠先進於台灣版本，致使第三代《三國演義》不太受到歡迎。然而，《三國演義》基於使用中文版本，有別於當年任天堂遊戲和光榮出品的三國遊戲只有日文和英文版本界面，仍然有一定影響力。據說，因為台灣此遊戲的成功，才吸引到光榮公司将三國志第1至3集電腦遊戲翻譯成中文版本戲。2001年中国大陸發行《傲世三国》遊戲，而台灣宇峻奧汀開發的幻想三國誌系列更推出日文版，另外台灣亦推出過三国群英传系列、《轩辕剑外传-汉之云》、《三國志趙雲傳》及《三国战纪》等电脑游戏，此外以三國為題的網络遊戲則是多不勝數。
而今，智慧型手機時代來臨，手機遊戲銷量及熱門程度不下於主機遊戲與電腦遊戲，許多廠商看準《三國演義》的通俗性為主題，開發出一系列相關的遊戲，使得三國主題的遊戲在手遊市場數量頗多，包含三國志拼圖大戰、逆轉三國、真‧三國無雙Blast、真三國大戰等等，而在PC平台飽受好評的三國志曹操傳也被中國網友製作為手機版，在網路上流傳甚廣，可見三國演義的影響度未隨著時代而縮小，反而因網路的影響，而使得更加廣為人知。
2025年日本光荣特库摩在全球發行《真·三國無雙 起源》遊戲，在Metacritic（M站）上的平均分达到了80分（PS5版本）；在IGN上的分数达到了9分。这一成绩让它成为三国演义题材中评分最高的游戏，广受全球玩家好评。

#### 综艺
- 2021年优酷《老郭有新番》；表演者：郭德纲。
- 2021年爱奇艺《一年一度喜剧大赛》之三国系列；表演者：江东鸣组合（成员包括蒋易、李栋、陈天明）。

### 引用
1. ↑   第1版. 北京市: 人民教育出版社出版，北京出版集团重印. 2009. ISBN 978-7-107-21515-5.
2. ↑  演義以史为据，强调「忠义」；着重描写战争，講述汉末黃巾之亂至魏、蜀及吴三国鼎立，到西晋统一近百年间历史，刻画了众多英雄人物。该书叙事“据正史，采小说，证文辞，通好尚。”《百川书志》
3. ↑   维基文库中的相關文獻：三國演義 序
4. 1 2 3 4 5 6  金文京著，邱嶺、吳芳玲據東方書店1993年日文初版譯，李均洋校. . 北京: 商務印書館. 2010. ISBN 978-7-100-07335-6.
5. ↑  沈伯俊. . 西南交通大学出版社. 2018-11-01. ISBN 9787564364403.
6. ↑   (PDF).   [2023-08-06]. （原始内容存档 (PDF)于2023-08-07）.
7. ↑  .   [2012-11-28]. （原始内容存档于2014-04-19）.
8. ↑  .   [2012-11-28]. （原始内容存档于2014-04-20）.
9. 1 2 3 4 5 6  金文京著、林美琪譯. . 新北市: 臺灣商務印書館. 2018.
10. ↑  .   [2020-05-22]. （原始内容存档于2020-05-28）.
11. ↑   (PDF).   [2021-02-26]. （原始内容 (PDF)存档于2021-04-21）.

## 延伸阅读
[在维基数据编辑]
 在维基文库阅读本作品原文（ 在维基共享资源阅览影像）
 《嘉靖本三國志通俗演義》